# Chirita liboensis
Chirita liboensis är en tvåhjärtbladig växtart som beskrevs av Wen Tsai Wang och D.Y. Chen. Chirita liboensis ingår i släktet Chirita och familjen Gesneriaceae. Inga underarter finns listade i Catalogue of Life.